# Ty21a
Ty21a je živá oslabená bakteriální vakcína, která chrání před tyfem. Poprvé byla licencována v Evropě v roce 1983 a ve Spojených státech v roce 1989. Jde o orálně podávaný živý oslabený kmen Ty2 S. Typhi, ve kterém bylo odstraněno více genů, včetně genů odpovědných za produkci Vi, aby byla zaručena její neškodnost, ale zachována imunogennost. Je to jedna ze tří vakcín proti tyfu, které v současnosti doporučuje Světová zdravotnická organizace (další dvě jsou tyfusová konjugovaná vakcína (TCV) a Vi kapsulární polysacharidová vakcína).
Vakcína se podává ústy a je dodávána buď jako enterosolventní tobolky nebo jako tekutá suspenze. Vakcína musí být skladována ve 2 až 8 °C, ale svou účinnost si zachová po dobu 14 dnů i při 25 °C.

## Lékařské použití
Vakcína nabízí statisticky významnou ochranu po dobu prvních sedmi let. Vakcína se nejčastěji používá k ochraně cestujících do zemí postižených endemickými chorobami, ale některé agentury tvrdí, že by mohla být použita v rozsáhlých veřejných preventivních programech.
Polysacharidová vakcína Vi je také účinná při prevenci břišního tyfu.

## Dávkování
Doporučená dávka se liší podle cílové země a přípravy. Pro ochranu jsou zapotřebí alespoň tři dávky.
V USA a Kanadě se doporučuje úvodní kúra se 4 dávkami každý druhý den. Plné ochrany je dosaženo 7 dní po poslední dávce. V USA se posilující dávka doporučuje po 5 letech. V Kanadě se posilující dávka doporučuje po 7 letech.
V Austrálii a Evropě se doporučuje úvodní kúra 3 dávkami každý druhý den. Ochrany je dosaženo 7 dní po poslední dávce. Posilující dávka se doporučuje každé 3 roky pro lidi žijící v endemických oblastech, ale každý rok pro lidi cestující z neendemických do endemických oblastí.

## Vedlejší účinky
Nežádoucí účinky této vakcíny jsou mírné a vzácné.

## Výzkum
Ty21a může také poskytovat určitý stupeň ochrany proti paratyfu A a B. Tato dodatečná ochrana vakcínou proti tyfu je s největší pravděpodobností způsobena O antigeny sdílenými mezi různými sérotypy S. enterica.
Pro prevenci břišního tyfu se testuje novější vakcína Vi-rEPA. Má podobnou úroveň ochrany, ale u této novější vakcíny může ochrana trvat déle.